# Gassler Berg
Der Gassler Berg ist ein 1180 m ü. NHN hoher Gipfel in den Tegernseer Bergen, die zu den Bayerischen Voralpen gehören.

## Topographie
Der Gassler Berg gehört mit Oeder Kogel, Schußkogel und Wallenburger Kogel zu einer Reihe dem Gebirgszug Neureuth - Gindelalm vorgelagerter Gipfel, steht aber der Neureuth in der Höhe kaum nach. Die Nordseite und der Gipfel sind bewaldet. Auf der Südseite befindet sich die Berger-Alm. In der Senke zwischen Gassler Berg und Neureuth entspringt der Grambach.
Der Gassler Berg ist trotz der Nähe zum Tegernsee wenig besucht und der Gipfel nur weglos, z. B. über den Westgrat, zu erreichen.

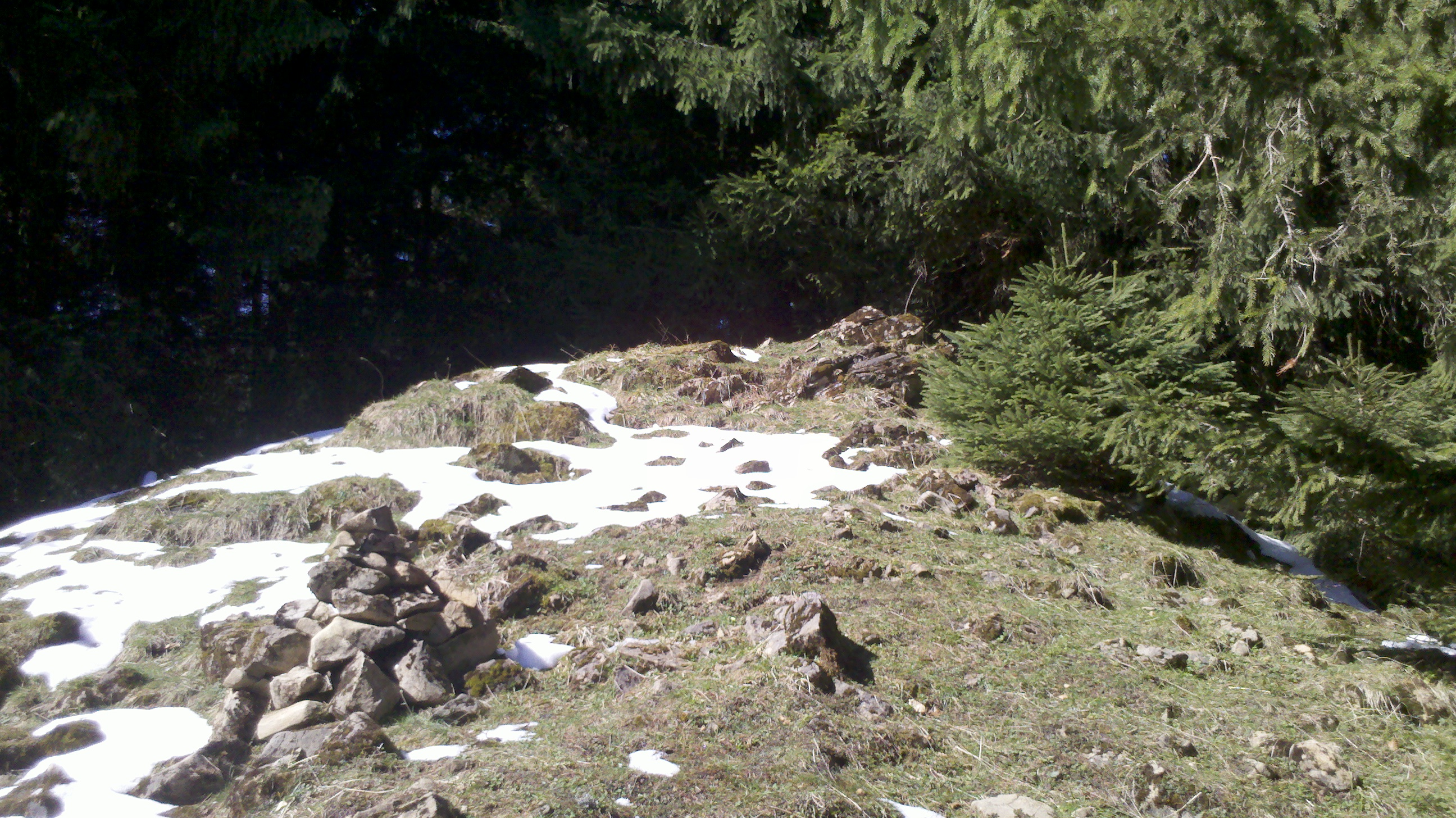
Steinmandl am Gipfel
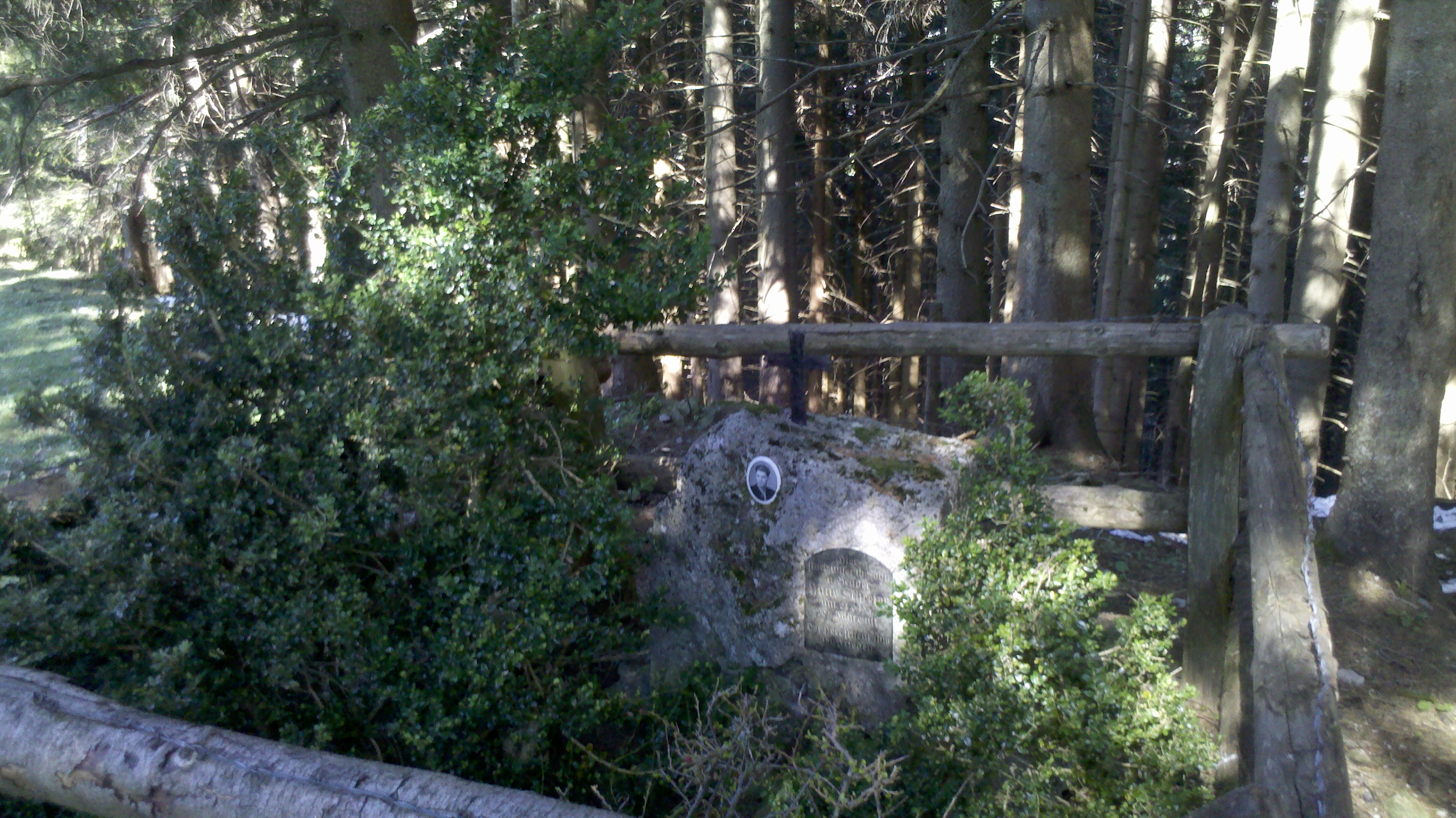
Gedenkstein auf dem Westgrat